# Groß Kummerfeld
Groß Kummerfeld település Németországban, Schleswig-Holstein tartományban. Lakosainak száma 1912 fő (2023. december 31.).

## Népesség
A település népességének változása:
| Lakosok száma | 1466 | 1937 | 1924 | 1878 | 1877 | 1912 |
|               | 1975 | 2017 | 2019 | 2021 | 2022 | 2023 |